# Giorgio Vasari
Giorgio Vasari, född 30 juli g.s. 1511 i Arezzo, död 27 juni g.s.1574 i Florens, var en toscansk arkitekt, hovmålare åt medicéerna och levnadstecknare. Både som arkitekt och målare utförde han ansenliga verk, men är idag mest känd som "den förste konsthistorikern" eller "konsthistoriens fader". Han skildrade talrika italienska målares, bildhuggares och arkitekters liv och verk. Hans samlade konstnärsbiografier, Le Vite som de kallas, tillägnades Cosimo I de' Medici och utgör hans viktigaste arbete. Det trycktes första gången 1550 och i en andra utökad utgåva 1568, båda gångerna i Florens. Begreppen gotik, renässans och manierism härrör från Vasaris Vite eller Berömda renässanskonstnärers liv som den heter i svensk översättning.

## Biografi
Giorgio Vasari var son till en krukmakare som dog i pesten. Efter sin fars död började Vasari att utöva arkitektur och han tjänade så mycket pengar att han kunde anordna ett bröllop för sin ena (?) syster. 1530 myntade Vasari termen "gotisk" och 20 år senare (1550) myntade han ordet renässans, som betyder pånyttfödelse, i Berömda renässanskonstnärers liv.  Förutom myntandet av dessa termer namngav han målningen Mona Lisa tack vare sin vänskap med Leonardo da Vinci.
1525 gick Vasari som elev till Michelangelo och hans projekt att bygga en kyrka åt Medicifamiljen där han bland annat ritade sakristian och en alldeles för stor trappa så att människorna kom i skugga. 22 år senare, när han var i medelåldern, köpte han ett hus i Arezzo med stora väggmålningar och hemmet har nu blivit museum. Huset byggdes 1547 och ligger på Via XX Settembre.

## Kända verk

### Galleria degli Uffizi
Ett av världens mest kända museer, Uffizierna, Galleria degli Uffizi, ritades av Vasari i Florens, på uppdrag av storhertigen av Toscana, Francesco I de' Medici, som precis blivit Florens överhuvud 1560. Där administrativa kontor och konstsamlingar var inritade fanns också en hemlig korridor från stadshuset Palazzo Vecchio genom Gli Uffizi. Korridoren slutade vid det nya hertigresidenset Palazzo Pitti på andra sidan om floden Arno, efter att ha passerat bron Ponte Vecchio. Sex månader tog det att bygga denna korridor, och för att besöka den krävs ett specialtillstånd eftersom den är stängd för allmänheten. Corridoio Vasariano i museet har en stor samling av självporträtt men är sällan öppet.

### Berömda renässanskonstnärers liv

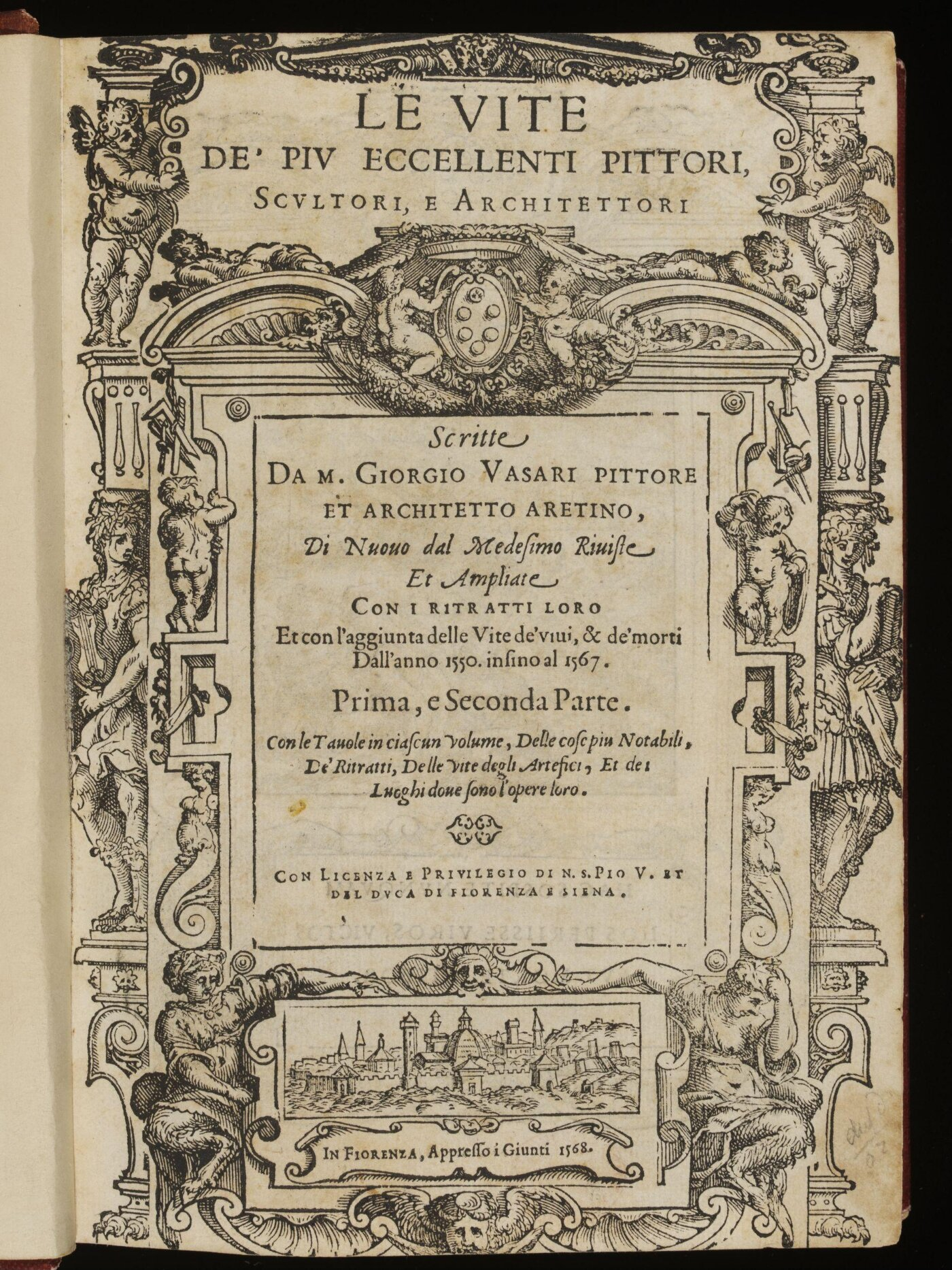
Ett omslag till Berömda renässanskonstnärers liv.

Vasaris mest kända verk Berömda renässanskonstnärers liv, eller Le vite de' più eccellenti pittori, scultori, e architettori är en bok som granskar renässansens målare, skulptörer och arkitekter från Italien. Den första utgåvan av boken kom 1550 i Florens men har under senare år också översatts till engelska, franska och tyska. Eftersom han personligen kände flera av konstnärerna blev det många levande och bra biografier. Dock skrev han endast om personer som avlidit eller avslutat sitt arbete - med ett undantag, vännen Michelangelo. Den ger läsaren en god  bild av hur konstnärer arbetade under ekonomiska förutsättningar, men han tar också upp sin egen teori om hur man gör god konst. Boken är indelad i 14 kapitel om totalt 24 konstnärer. 
1. Cimabue och Giotto
2. Donatello
3. Fra Angelico
4. Antonello da Messina, Andrea del Castagno och Domenico Veneziano
5. Filippo Lippi och Sandro Botticelli
6. Piero della Francesca och Luca Signorelli
7. Ghirlandaio, Cosimo Rosselli och Piero di Cosimo
8. Jacopo, Gentile och Giovanni Bellini och Andrea Mantegna
9. Leonardo da Vinci
10. Giorgione och Fra Sebastiano del Piombo
11. Perugino och Rafael
12. Andrea del Sarto
13. Titian
14. Michelangelo

1568 kom den andra utgåvan, utvidgad med fler levande konstnärer och även Vasaris egen självbiografi. När den andra utgåvan kom hade ursprungsspråket, lingua Toscana, ändrats till toskanska och därmed tog man bort de gamla orden på omslaget.
I Sverige utgavs boken 1926-1930 som Berömda renässanskonstnärers liv. (Del 1 översatt av Ellen Lundberg Nyblom, Wahlström & Widstrand, 1926; del 2 översatt av Ane Randel, Wahlström & Widstrand, 1930.)